# خطيئة ملاك (فلم)
خطيئة ملاك هو فيلم فانتازيا مصري من إنتاج سنة 1979، إخراج يحيى العلمي، وتأليف عبد الحميد جودة السحار ويحيى العلمي، وإنتاج المنال للسينما، ومن بطولة نيللي، وحسين فهمي، وصلاح ذو الفقار، وعادل أدهم، ومنى جبر، وصلاح نظمي، وزهرة العلا.

## القصة
بعد موافقة العقل الأكبر، يساعد الملاك ساروت صديقه الملاك طومار في النزول لمعايشة أهل الأرض ليعيش بين البشر مع مراقبة ساروت له لينقذه ان احتاج لذلك، يتعرف طومار على الساحر سليمان الذي يكتشف أن لطومار عينًا سحرية فيقنعه بالعمل معه، فيستعين بساروت لمساعدته في التعامل مع أهل الأرض لكنه لا يسمع للنصيحة. ثم يطمع سليمان في ياسمين أخت زوجته ويغتصبها، يستغل سليمان أن طومار ليست له بصمات فيقنعه بسرقة خزينة الفندق الذي يقدم فيه سليمان ومعه طومار عروضهما، ولكنهما يفشلان لمراقبة رجال الشرطة لهما. ثم تعرَّف طومار على ناديه وأحبها وأراد التقرب اليها ولكنها صدته ويحب ساروت ناديه هو الآخر وتبادله الشعور ويحاول ساروت حماية طومار ونادية في مرات عديدة من بطش سليمان وتتوالى الأحداث.

## طاقم التمثيل
- نيللي بدور ياسمين - ميرهام
- حسين فهمي بدور طومار
- صلاح ذو الفقار بدور ساروت
- عادل أدهم بدور سليمان
- منى جبر بدور نادية
- صلاح نظمي بدور المدير
- زهرة العلا بدور سعاد
- عبد الرحيم الزرقاني بدور العقل الأكبر
- مختار السيد بدور سامي
- أديب الطرابلسي بدور جرسون المطعم
- محمد أبو حشيش
- بدر نوفل
- نبوية سعيد

## وصلات خارجية
- مقالات تستعمل روابط فنية بلا صلة مع ويكي بيانات